# San José de Gracia (Jalisco)
La localidad de San José de Gracia está situado en el Municipio de Tepatitlán de Morelos en la región Altos Sur (en el Estado de Jalisco) a 95 km de la ciudad de Guadalajara en dirección al noreste. Fue fundado en el año de 1793. 
Cuenta con 5,441 habitantes, situada a una altitud de 1907 m s. n. m., con un agradable clima templado y suaves vientos predominantes del este. Tiene como poblaciones vecinas a: Capilla de Guadalupe, San Ignacio Cerro Gordo, Arandas, San Francisco de Asís, Atotonilco y Tototlán.

## Historia
Se considera que el inicio del actual poblado de San José de Gracia, se dio en los albores del siglo XIX, época en la cual los hermanos Francisco, Salvador, Antonio Rafael y José Antonio, de apellidos Hernández Padilla, se reparten las tierras asentándose junto con sus familias y peones. En este sentido no puede hablarse de una fundación como tal, porque no existe documento al respecto, puede hablarse entonces, de que en esas fechas comenzaron a asentarse los primeros habitantes de lo que sería San José de Gracia. 
Para 1822 se construye la primera capilla, contando con un vicario permanente hasta el año de 1867. El 19 de marzo de 1889 se inicia la construcción de la actual parroquia de San José, dando origen al inicio de una traza urbana bien definida; siendo erigido como parroquia el 15 de mayo de 1910, siendo su primer párroco Fermín Padilla. 
A partir de la promulgación de la Constitución en 1917, en la que se establece la figura del municipio tal como lo conocemos hoy en día, la población de San José de Gracia queda dentro de la jurisdicción territorial del municipio de Tepatitlán, con la categoría de Comisaría Política, permaneciendo así hasta 1939, en que el cabildo de Tepatitlán nombra al primer Delegado, convirtiéndose así en Delegación Política.

## Clima y ecosistema
Se presenta un clima seco con una temperatura media anual de 25 °C, registrándose temperaturas máximas en el mes de mayo de 33 a 35 °C y mínimas en enero, de 3 a 5 °C, aunque en algunos puntos las temperaturas llegan a 0 °C, durante el invierno. La precipitación oscila entre los 900 a 1000 mm, siendo el periodo de lluvias comprendido de junio a septiembre.
Geología. La región se caracteriza porque predominan rocas ígneas de origen volcánico, específicamente el basalto, así como también rocas llamadas riolitas, "cantera roja", que reviste importancia por ser parte de la materia prima con la que se construyó el templo parroquial de San José, así como el tepetate, del mismo origen, tan representativo del templo parroquial. Predominan los suelos denominados Luvisol férrico, suelos de textura fina, altamente susceptibles a la erosión que se caracterizan por tener un enriquecimiento de arcilla y son muy ácidos. Son "suelos rojos", característicos de toda la región; favorecen el cultivo y siembra de agave azul, para el caso de maíz en condiciones óptimas de humedad y fertilización, brindan muy buenos rendimientos.
Suelos. Los suelos dominantes pertenecen al tipo luvisol férrico, planosol eútrico y feozem háplico; y como suelos asociados se encuentran el vertisol pélico y planosol mólico.  
Flora. Se encuentran asociaciones vegetales compuestas de matorral espinoso hacia el noreste y pastizales naturales localizados al este, centro-sur y oeste, se observa bosque mesófilo de montaña las áreas de escurrimientos del Cerro Chico y Cerro Gordo, así mismo se encuentran bosques de encinos en las parte altas de los cerros mencionados, a partir de los 2.000 de altura sobre el nivel del mar.
Fauna. Hay especies tales como conejo, liebre, coyote, zorro, zorrillo, armadillo, venado, algunos reptiles y diversas aves.

## Recursos Naturales
La riqueza natural con que cuenta él está representada por bosque donde predominan especies de roble blanco, pino, encino, mezquite, fresno y palo dulce, principalmente.
Uso del Suelo. La mayor parte del suelo tiene un uso agrícola y pecuario, además de la siembra de mezcal. La tenencia de la tierra en su mayoría corresponde a la propiedad privada.
Hidrología. La zona pertenece a la región hidrológica Lerma-Chapala-Santiago, a la cuenca Santiago-Guadalajara y a la subcuenca del Río Zula. Dentro de esta área se identifica una cuenca principal, el arroyo Las Hormigas, este último escurrimiento es afluente del Río Zula. El lugar se caracteriza por el potencial con que cuenta de agua subterránea.
Topografía. En la zona se encuentran: pendientes de 0 al 2% que ocupan la mayor parte de la superficie, hacia el oeste, sur y sureste no aptas para el desarrollo urbano por la poca inclinación que obstaculiza el escurrimiento de las aguas pluviales; pendientes de 2 al 5% hacia el norte, noreste y suroeste, aptas para el desarrollo urbano; pendientes de 5 al 15%, al norte y noreste sobre las faldas del Cerro Chico, siendo condicionadas para el desarrollo urbano, pero sí para actividades agrícolas y ganaderas; pendiente mayores al 15%, localizadas al norte y noreste de la zona, sobre las faldas del Cerro Chico a partir de la cota de 1950 metros sobre el nivel del mar.

## Personajes ilustres
- Nubia Macías Navarro nacida en 1966 es licenciada en Sociología con maestría en Periodismo, en 2001 llegó como subdirectora de la Feria Internacional del Libro de Guadalajara[9] en 2003 fue nombrada directora de la misma hasta 2013,[10] año en que se convirtió en directora general de Editorial Planeta para México, Centroamérica y Estados Unidos,[11] convirtiéndola en la primera mujer en dirigir un grupo editorial en América Latina.[12]
Durante su gestión como directora de la FIL, ha sido considerada como uno de los 300 líderes más influyentes de México, por parte de la revista Líderes Mexicanos[13] y en 2016 fue incluida en la lista de «Las 100 mujeres más poderosas de México» publicada por la revista Forbes México.[12]

- José Rivelino Moreno Valle nacido en 1973 es un dibujante, ceramista y escultor, desarrolló a partir del 2000 una propuesta de bidimensiones intervenidas con estructuras geométricas, grafías y figuras tridimensionales relacionadas con vocabularios ancestrales. Adquirió presencia internacional a partir de 2009 con una exposición de arte público monumental bajo el título de «Nuestros silencios» apoyado por la Secretaría de Relaciones Exteriores y presentado en Lisboa, Madrid, Bruselas, Potsdam, Roma, Londres, Róterdam, Moscú, San Petersburgo y la Ciudad de México.[14] En 2012 Rivelino presentó su proyecto raíces «Raíces» en el Centro Histórico de la Ciudad de México,[15] en 2013 expone «Dejando huella»[16] y a partir de 2015 expone su escultura monumental «Tú» montada en Trafalgar Square, Londres, en la Macro Plaza de la Ciudad de Monterrey y después en el Hospicio Cabañas en Guadalajara.[17][18]

- Juan Navarro Castellanos nació el 27 de enero de 1945, estudió filosofía y teología en el seminario de Guadalajara y, posteriormente, en el de San Juan de los Lagos. Su ordenación sacerdotal fue en 1977 a la edad de 32 años. El 31 de enero de 2004, el papa Juan Pablo II lo nombró obispo auxiliar de la Arquidiócesis de Acapulco. El 12 de febrero de 2009, el papa Benedicto XVI lo nombró Obispo de Tuxpan.

## Eventos
- Fiestas patronales en Honor al Señor San José - mayo[19]
- Fiesta en honor a Nuestra Señora del Perpetuo Socorro - junio
- Fiestas en honor a la Virgen de Guadalupe - diciembre[19]